# Burg Reute im Hegau
Die Burg Reute im Hegau ist eine abgegangene Wallburg im Gewann Habsnest 1300 Meter südwestlich des Ortsteils Reute im Hegau der Gemeinde Eigeltingen im baden-württembergischen Landkreis Konstanz in Deutschland.

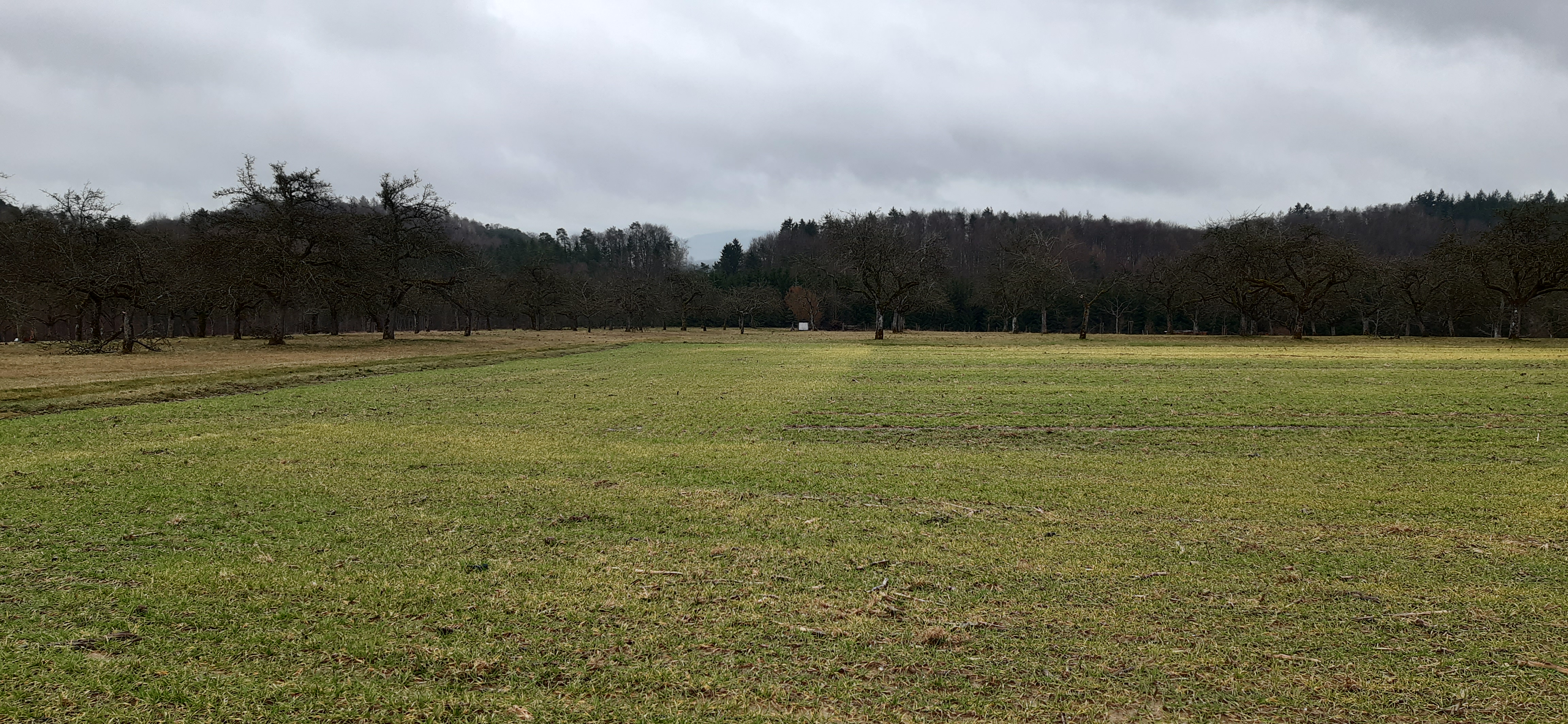
Blick von der Alemannenstraße (K6177) Richtung Krebsbachtal über die etwaige Lage der Burgstelle

In den 1990er Jahren wurde im Rahmen einer Luftbildprospektion der Burgstall der Burg, die vermutlich von den Herren von Honstetten erbaut wurde, entdeckt. Die ehemalige Burganlage, von der oberirdisch nichts erhalten ist, hat die Form einer Kreisgrabenanlage mit einem Durchmesser von 100 bis 120 Meter und einer Grabenbreite von etwa 20 Meter. 
Die Anlage ist durch keine Informationstafel ausgewiesen.
Für eine Burganlage ist die Stelle einer flach vom Plateau ins Tal des Krebsbaches abgehenden Fläche eigentlich fortifikatorisch ungeeignet.